# Hokej na lodzie na Zimowej Uniwersjadzie 2025
Mecze turnieju hokeja na lodzie na Zimowej Uniwersjadzie 2025 odbywały się przez cały czas trwania imprezy (mecze kobiet były rozgrywane w dniach 11–20 stycznia, a mężczyzn 11–22 stycznia). Spotkania były rozgrywane w trzech halach: Palasport Tazzoli w Turynie, Pinerolo Palaghiaccio w Pinerolo, oraz Palaghiaccio Olimpico w Torre Pellice. W męskiej rywalizacji wzięło udział 10 reprezentacji, a w kobiecej – 8.

## Zestawienie medalistów
| Konkurencja      | Złoto  | Srebro   | Brąz    |
| ---------------- | ------ | -------- | ------- |
| Turniej kobiet   | Czechy | Kanada   | Japonia |
| Turniej mężczyzn | Kanada | Słowacja | Ukraina |